# Fusillade du siège de la police nationale indonésienne
 (avril 2021).
La fusillade du siège de la police nationale indonésienne est une fusillade survenue le 31 mars 2021 vers 16 h 30, heure de l'Indonésie occidentale (UTC+7) au quartier général de la police nationale indonésienne dans le Jakarta-Sud, à Jakarta, en Indonésie. Une femme a attaqué le quartier général de la police avec une arme de poing et a été abattue après avoir tiré plusieurs coups. La fusillade s'est produite trois jours seulement après le Attentat de Makassar.

## Attaque
L'attaque a impliqué deux assaillants qui sont entrés dans les locaux du quartier général de la police avec des armes de poing. L'homme portait un Dishdasha noir tandis que la femme portait une abaya noire avec un voile bleu. Cette dernière a été abattue lorsqu'elle est entrée dans le parking, mais le premier a pu fuir la scène. L'arme de poing utilisée par l'attaquant s'est avérée être un pistolet à air comprimé et a été chargée de Plomb.

## Auteurs
L'agresseur a par la suite été identifié par la police comme étant originaire de Ciracas, dans le Jakarta-Est. Elle était une ancienne étudiante d'une université privée à Depok et a abandonné vers 2015. Elle était active dans un club de tir à l'arme à feu airsoft local et s'entraînait à utiliser des pistolets airsoft mais n'était ni licenciée ni formée pour tirer des armes à feu. De plus, elle n'était pas membre de l'Association indonésienne de tir et de chasse (indonésien : Persatuan Menembak Sasaran dan Berburu Seluruh Indonesia) dont l'adhésion est obligatoire pour obtenir un permis d'armes à feu.
Le chef de la police nationale, le général Listyo Sigit Prabowo, a annoncé plus tard que l'attaquant était un loup solitaire affilié à l'État islamique en Irak et au Levant. Une dernière volonté et un testament, signés par la femme, ont été trouvés. La dernière volonté et le testament rempli d'excuses à sa famille, prêt à mourir en martyr de l'islam, et de haine et de ressentiment profonds contre des choses considérées comme non islamiques, à savoir les institutions, l'idéologie et le système politique du pays, ainsi que sur les banques, anciennement Le gouverneur de Jakarta reconnu coupable d'avoir blasphémé l'Islam Basuki Tjahaja Purnama et un bref manifeste djihadiste.

## Réactions
Peu de temps après la fusillade, la police nationale a imposé un verrouillage strict et renforcé massivement la sécurité dans la zone. La sécurité a également été augmentée au palais présidentiel d'Istana Negara.
La Commission nationale de la police, un organe consultatif présidentiel sur les affaires de police, a critiqué la police nationale au sujet de l'attaque. Son président, Benny Mamoto, s'est demandé comment les gardes à l'entrée avaient raté l'arme de poing dissimulée. Il a également demandé s'il y avait une présence policière avant l'attaque qui aurait pu fouiller le suspect avant son entrée.
Le membre du conseil représentatif du peuple, Herman Hery, a critiqué la police nationale, l'Agence nationale de lutte contre le terrorisme et l'Agence de renseignement de l'État indonésien. Il leur a demandé de travailler plus dur pour enquêter et a capturé toute personne impliquée dans l'attaque. Il a également suggéré à ces agences d'augmenter leurs capacités de renseignement pour permettre une détection précoce.